# Ilse Aichinger

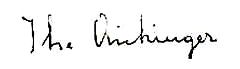
Ilse Aichingers Unterschrift

Ilse Aichinger (* 1. November 1921 in Wien; † 11. November 2016 ebenda) war eine österreichische Schriftstellerin. Sie gilt als bedeutende Repräsentantin der deutschsprachigen Nachkriegsliteratur.

## Leben

### Kindheit und Jugend
Ilse Aichinger und ihre Zwillingsschwester Helga Michie wurden als Töchter eines Lehrers und einer jüdischen Ärztin in Wien geboren. Bis zur frühen Scheidung der Eltern (1927) verbrachte sie ihre Kindheit in Linz. Die Mutter zog mit den Kindern zurück nach Wien, wo Ilse Aichinger meist bei ihrer jüdischen Großmutter bzw. in Klosterschulen lebte.
Der Anschluss Österreichs bedeutete für die Familie Verfolgung und Lebensgefahr. Helga konnte am 4. Juli 1939 mit einem Kindertransport nach Großbritannien fliehen, der Rest der Familie aber nicht mehr nachkommen, da inzwischen der Krieg begonnen hatte. Ilse Aichinger hatte Kontakte zur Schwedischen Israelmission, welche vielen Juden zur Ausreise verhalf; bei Aichingers Großmutter gelang dies jedoch nicht. Aichinger setzte sich in mehreren Texten (u. a. in dem Gedicht Seegasse) mit ihren mit dieser Israelmission verbundenen Hoffnungen und Enttäuschungen auseinander.
Ilse Aichinger blieb bei ihrer Mutter, um sie als Betreuerin einer noch unmündigen „Halbarierin“ vor der Deportation zu bewahren. Die Mutter verlor ihre Stellung, wurde aber tatsächlich bis 1942 nicht behelligt.
Ilse Aichinger lebte völlig isoliert von der Öffentlichkeit, ein Studienplatz wurde ihr verweigert. Sie und ihre Mutter wurden in den Kriegsjahren dienstverpflichtet; Ilse Aichinger ging die Gefahr ein, selbst deportiert und getötet zu werden, weil sie ihre Mutter nach Erreichen der eigenen Volljährigkeit versteckte – in einem der Tochter zugewiesenen Zimmer direkt gegenüber dem Gestapo-Hauptquartier im ehemaligen Hotel Metropol am Morzinplatz. Die Großmutter und die jüngeren Geschwister der Mutter wurden 1942 verschleppt und im Vernichtungslager Maly Trostinez ermordet.

### Studium und Schreiben
1945 begann Ilse Aichinger ein Medizinstudium, brach aber nach fünf Semestern ab, um ihren teils autobiografischen Roman Die größere Hoffnung zu schreiben. Er entstand „in der Küche einer armseligen Wohnung in einem äußeren Bezirk“ von Wien sowie im Dienstzimmer „einer Anstalt für Unheilbare, Alte, Abgeschobene“, in der ihre Mutter als Ärztin arbeitete. Der Kritiker Hans Weigel empfahl ihr, sich und ihre Texte beim Bermann-Fischer Verlag vorzustellen, der schließlich ihre Werke veröffentlichte. Aber schon davor erregten Aichingers frühere Texte – publiziert in Zeitungen und Zeitschriften wie Wiener Kurier, Plan, Der Turm – Aufsehen, so dass, nach Hans Weigel, die österreichische Literatur nach 1945 überhaupt erst mit Ilse Aichinger begann. Ingeborg Bachmann freundete sich mit Ilse Aichinger schon kurz nach ihrer Ankunft in Wien im Herbst 1946 an.
1949/50 arbeitete Ilse Aichinger als Verlagslektorin für S. Fischer, 1950/51 als Assistentin von Inge Aicher-Scholl an der Hochschule für Gestaltung in Ulm.
1951 wurde sie erstmals von Hans Werner Richter zur Gruppe 47 eingeladen, wo sie ihren späteren Mann Günter Eich kennenlernte. 1952 gewann sie mit ihrer Spiegelgeschichte den Preis der Gruppe. Im selben Jahr erschien die vielbeachtete Rede unter dem Galgen. Von 1956 bis 1993 war sie Mitglied der Akademie der Künste (Berlin West). 1953 heiratete sie den Schriftsteller Günter Eich. Das Ehepaar lebte mit den Kindern Clemens, der ebenfalls Schriftsteller wurde, und Mirjam zuerst in Breitbrunn am Chiemsee, dann in Lenggries und seit 1963 in Großgmain im Land Salzburg. 1967 unternahm sie eine längere Lesereise in die USA. Im Jahr der Heirat mit Eich wurde Aichingers Hörspiel-Debüt, Knöpfe, erstmals gesendet.
1957 wurde sie Mitglied der Schriftstellervereinigung PEN-Zentrum Deutschland.

### Späte Jahre
1972 starb Günter Eich. Zwölf Jahre später, nach dem Tod der Mutter 1984, übersiedelte Ilse Aichinger auf Einladung des S. Fischer Verlages nach Frankfurt am Main. 1988 kehrte sie nach Wien zurück, wo sie nach einer längeren Schaffenspause Ende der 1990er Jahre wieder zu schreiben begann. Sie gewann regelmäßig renommierte Literaturpreise, obwohl ihre Veröffentlichungen immer weniger und kürzer wurden. 1996 unterzeichnete sie die Frankfurter Erklärung zur Rechtschreibreform und untersagte 1997, ihre Texte in Schulbüchern den neuen Regeln anzupassen.
Ab 1977 war sie Mitglied der Deutschen Akademie für Sprache und Dichtung in Darmstadt. Außerdem war sie ordentliches Mitglied der Bayerischen Akademie der Schönen Künste und gehörte nach der Fusion der Westberliner Akademie der Künste mit der Akademie der Künste der DDR seit 1993 der Akademie der Künste Berlin an.
Nach dem Unfalltod ihres Sohnes Clemens im Februar 1998 zog sich die Autorin aus der literarischen Öffentlichkeit fast völlig zurück. Zwei Jahre später erschienen nach 14-jähriger Schreibpause teils autobiografische Essays in einer Reihe wöchentlicher Beiträge von Ende 2001 bis 2003 zunächst für die Wiener Tageszeitung Der Standard. Jedoch kam es 2004 zum Bruch mit der Zeitung aufgrund eines Kolumnenbeitrags über den Nobelpreis von Elfriede Jelinek. Im Dezember 2004 fing Ilse Aichinger für die Wochenbeilage „Spectrum“ der Zeitung Die Presse mit ihrer Kolumnenarbeit an. Einige dieser späten Texte wurden zusammengefasst in dem Buch Film und Verhängnis (2001) sowie den beiden schmalen Bänden Unglaubwürdige Reisen (2005) und Subtexte (2006).
In Wien, wo sie bis zu ihrem Tod lebte, hielt sich Ilse Aichinger fast täglich in ihrem Stammcafé Café Demel am Kohlmarkt auf und ging auch häufig ins Kino.
Ilse Aichinger starb am 11. November 2016 im Alter von 95 Jahren.
Im Jahr 2018 wurde in Wien-Donaustadt (22. Bezirk) die Ilse-Aichinger-Gasse nach ihr benannt. Im selben Jahr erschien Bad Words, eine um einige Kurzprosatexte erweiterte Übersetzung von Schlechte Wörter  – die Schriftsteller Uljana Wolf und Christian Hawkey hatten nach eigener Aussage über zehn Jahre an der Übertragung ins Englische gearbeitet.
2005 gab Ilse Aichinger ihr Archiv ins Deutsche Literaturarchiv Marbach.

## Werk

### Frühe Werke

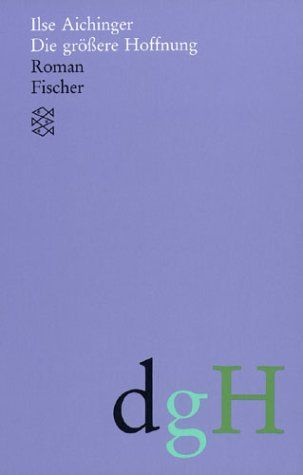
Cover von Die größere Hoffnung, Werk-Ausgabe 1991, nach der Gestaltung von Otl Aicher

Von Anfang an rief Aichinger in ihren Werken zur Kritik an politischen und gesellschaftlichen Zuständen auf und sprach sich gegen falsche Harmonie und Geschichtsvergessenheit aus. Bereits 1945 schrieb sie einen Text über die Welt der Konzentrationslager (Das vierte Tor), der erste in der österreichischen Literatur. Ein Jahr später schrieb sie in dem Essay Aufruf zum Misstrauen: „Wir müssen uns selbst misstrauen. Der Klarheit unserer Absichten, der Tiefe unserer Gedanken, der Güte unserer Taten! Unserer eigenen Wahrhaftigkeit müssen wir misstrauen!“ Mit diesem Aufruf gegen die Verdrängung der Geschichte und für eine schonungslose Eigenanalyse wandte sich Ilse Aichinger gegen die deutsche Kahlschlagliteratur, deren Anhänger nach dem Ende des Zweiten Weltkrieges einen radikalen Neubeginn propagierten.
1948 schrieb sie ihren einzigen Roman Die größere Hoffnung, in dem sie unter Bezug auf ihre eigene Biografie das Schicksal einer jungen „Halbjüdin“ im Nationalsozialismus schildert. Die größere Hoffnung ist ein Buch darüber, dass es die großen Hoffnungen nicht mehr gibt. Der Roman bietet keine konkret-realistische Darstellung von Demütigungen, Angst und verzweifelter Hoffnung, sondern eine allegorische Schilderung in zehn chronologisch angeordneten Bildern aus der subjektiven Perspektive eines fünfzehnjährigen Mädchens. Es wird nicht chronologisch nachvollziehbar erzählt, der Text ist eher ein Geflecht aus Traum, Märchen, Mythos und Historie. Monologe wechseln ab mit Dialogen, auktoriales Erzählen mit personalem. „Durch die symbolische Überhöhung wird das Grauen keineswegs verharmlost, sondern nur auf eine andere Ebene gehoben und mit zeitlosen Themen verknüpft.“
Die größere Hoffnung ist, zusammen mit Musils Moosbrugger- und Clarisse-Studien im Mann ohne Eigenschaften, der erste dekonstruktive und sprachthematisierende Roman der österreichischen Literatur, der sich auch mit Geschichte auseinandersetzt.
In ihren frühen Erzählungen, die den Einfluss Franz Kafkas zeigen, beschreibt Aichinger das „existentielle Gefesseltsein des Menschen durch Ängste, Zwänge, Träume, Wahnvorstellungen und Fieberphantasien“. Das Thema der schwierigen Beziehung zwischen Traum und Realität und zwischen Freiheit und Zwang kehrt immer wieder, etwa im Prosaband Wo ich wohne (1963). In der gleichnamigen Titelerzählung geht es aber auch um das Thema der Entfremdung und um die Frage von Autonomie und Verantwortung.

### Sprachkritik
Von Anfang an zeigte Aichingers Werk eine ausgeprägte Tendenz zur Verknappung, feststellbar zum Beispiel an der Bearbeitung ihres ersten und einzigen Romans Die größere Hoffnung (1948 und 1960). Der Sammelband Schlechte Wörter (1976) zeigte dazu eine Themenveränderung bei Ilse Aichinger: „Dominierte einst die Wahrheitssuche, gelangt sie jetzt zur subversiven Sprachkritik.“ Sprache erschien der Autorin immer mehr als unbrauchbares Ausdrucksmittel. Zu dieser Auffassung passte das zunehmend seltener werdende Schreiben, zudem wurden die Texte immer kürzer, bis hin zum Aphorismus.
Ilse Aichinger selber erklärte das als Reaktion auf die fehlenden Zusammenhänge in der Welt der Gegenwart: „Man kann nicht einfach drauflosschreiben und künstlich Zusammenhänge herstellen.“ Ihre Poetik des Schweigens ist ihre Konsequenz aus der Ablehnung jeder Form von Konformismus: „Gegen die sehr häufige Meinung des ‚So ist es eben‘, die, was sie vorfindet, fraglos akzeptiert. Die Welt verlangt danach, gekontert zu werden.“

## Zitate

### Über die Kriegszeit
„Der Krieg war meine glücklichste Zeit. Der Krieg war hilfreich für mich. Was ich da mitangesehen habe, war für mich das Wichtigste im Leben. Die Kriegszeit war voller Hoffnung. Man wußte sehr genau, wo Freunde sind und wo nicht, was man in Wien heute nicht mehr weiß. Der Krieg hat die Dinge geklärt.“

„Ich hab einmal […] gesagt, dass der Zweite Weltkrieg meine glücklichste Zeit war. Obwohl ich gesehen hab, dass man meine Angehörigen weggeschleppt hat in Viehwägen, hab ich ganz sicher daran geglaubt, dass sie wiederkommen. Deshalb war auch die Zeit NACH dem Zweiten Weltkrieg für mich die schwierigste, weil kein Mensch zurückgekommen ist.“

„Der Anblick meiner Großmutter im Viehwagen auf der Schwedenbrücke in Wien. Und die Leute um mich herum, die mit einem gewissen Vergnügen zugesehen haben. Ich war sehr jung und hatte die Gewißheit, daß meine Großmutter, die mir der liebste Mensch auf der Welt war, zurückkommt. Dann war der Krieg zu Ende, der Wohlstand brach aus, und die Leute sind an einem vorbeigeschossen. Das war noch schlimmer als der Krieg.“

### Über das Schreiben
„Ich habe das [Schreiben] seit jeher für einen sehr schwierigen Beruf gehalten. Und ich wollte nie Schriftstellerin werden. Ich wollte Ärztin werden, das ist gescheitert an meiner Ungeschicklichkeit. Ich wollte zunächst eigentlich nur einen Bericht über die Kriegszeit schreiben. An ein Buch habe ich gar nicht gedacht, ich wollte nur alles so genau wie möglich festhalten. Als das Buch [Die größere Hoffnung] dann bei Fischer erschienen ist, stand noch immer viel zuviel drin. Ich wollte am liebsten alles in einem Satz sagen, nicht in zwanzig.“

„Schreiben ist kein Beruf. Heute nicht mehr. Die Sprache ist zersplittert, das müßte man doch wissen. Robert Musil hat das vollkommen durchschaut. Aber die meisten schreiben rasch chronologisch und unaufmerksam vor sich hin. Sich als Autor allein zu definieren, ist heute nicht mehr möglich. Egal ob man Installateur, Krankenpfleger oder im Büro ist. Das ist noch eine andere Welt, auch wenn sie einen anödet. Wenn mich jemand nach meinem Beruf fragt, sage ich ‚privat‘.“

„Das Schreiben spielt die Rolle, dass es mir vielleicht vorkommt, als hätte alles einen gewissen Sinn. Wenn mir zwei oder drei Sätze gelingen, dann habe ich das Gefühl, meine Existenz wäre nicht völlig absurd, als bliebe noch ein Funken Sinn übrig.“

## Auszeichnungen

### Von Ilse Aichinger angenommene Auszeichnungen
- 1952: Literaturpreis der Gruppe 47; Ehrung im Rahmen des René-Schickele-Preises (zusammen mit Franziska Becker, Heinrich Böll, Siegfried Lenz, Luise Rinser und Heinz Risse; Hauptpreisträger: Hans Werner Richter)
- 1953: Förderpreis des Kulturkreises der deutschen Wirtschaft im BDI e. V.[19] (zusammen mit Heinrich Böll)
- 1955: Immermann-Preis; Literaturpreis der Stadt Bremen (für Der Gefesselte. Erzählungen; Preisträgerin zusammen mit Herbert Meier)
- 1961: Literaturpreis der Bayerischen Akademie der Schönen Künste (zusammen mit Joachim Maass)
- 1968: Anton-Wildgans-Preis
- 1971: Nelly-Sachs-Preis. Laudatio: Karl Krolow
- 1974: Literaturpreis der Stadt Wien (zusammen mit Manès Sperber)
- 1974: Österreichischer Würdigungspreis für Literatur
- 1975: Roswitha-Preis
- 1979: Georg-Trakl-Preis für Lyrik
- 1979: Franz-Nabl-Preis
- 1982: Petrarca-Preis. Laudatio: Michael Krüger
- 1983: Franz-Kafka-Preis. Laudatio: Wendelin Schmidt-Dengler
- 1984: Marie Luise Kaschnitz-Preis
- 1984: Günter-Eich-Preis (Lyrik)
- 1987: Europalia-Literatur-Preis der Europäischen Gemeinschaft
- 1988: Weilheimer Literaturpreis
- 1991: Großer Literaturpreis der Bayerischen Akademie der Schönen Künste. Laudatio: Peter Horst Neumann
- 1991: Peter-Rosegger-Preis; Manès-Sperber-Preis (zusammen mit Albert Drach)
- 1995: Großer Österreichischer Staatspreis für Literatur
- 1997: Erich-Fried-Preis
- 2000: Joseph-Breitbach-Preis (zusammen mit W. G. Sebald und Markus Werner)
- 2002: Ehrenpreis des österreichischen Buchhandels für Toleranz in Denken und Handeln. Laudatio: Günter Traxler
- 2015: Großer Kunstpreis des Landes Salzburg[20]

### Von Ilse Aichinger abgelehnte Auszeichnungen
Die folgenden Ehrenzeichen und Orden hat Ilse Aichinger nicht angenommen.
- 1991: Verdienstorden der Bundesrepublik Deutschland
- 1991: Ehrenzeichen des Landes Salzburg
- 1994: Bayerischer Maximiliansorden für Wissenschaft und Kunst
- 1994: Österreichisches Ehrenzeichen für Wissenschaft und Kunst

## Werke

### Prosa
- Das vierte Tor. Kurzgeschichte. Wiener Kurier, Wien 1. September 1945.
- Die größere Hoffnung. Roman. Bermann-Fischer, Amsterdam 1948.
- Spiegelgeschichte. Kurzgeschichte. Wiener Tageszeitung, Wien 1949.
- Rede unter dem Galgen. Erzählungen. Jungbrunnenverlag, Wien 1952.
- Der Gefesselte. Erzählungen. S. Fischer, Frankfurt am Main 1953 (darin: Das Fenster-Theater).
- Eliza Eliza. Erzählungen. S. Fischer, Frankfurt am Main 1965.
- Nachricht vom Tag. Erzählungen. S. Fischer, Frankfurt am Main 1970.
- Meine Sprache und ich. Erzählungen. S. Fischer, Frankfurt am Main 1978.
- Kleist, Moos, Fasane. S. Fischer, Frankfurt am Main 1987.
- Eiskristalle. Humphrey Bogart und die Titanic. S. Fischer, Frankfurt am Main 1997.
- Film und Verhängnis. Blitzlichter auf ein Leben. S. Fischer, Frankfurt am Main 2001.
- Der Wolf und die sieben jungen Geißlein. (Nach Jacob Grimm), Edition Korrespondenzen, Wien 2004, ISBN 978-3-902113-30-6.
- Unglaubwürdige Reisen. S. Fischer, Frankfurt am Main 2005, ISBN 978-3-596-17076-0.
- Subtexte. Edition Korrespondenzen, Wien 2006, ISBN 978-3-902113-46-7.
- Aufruf zum Mißtrauen: Verstreute Publikationen 1946–2005, posthume Veröffentlichung, herausgegeben von Andreas Dittrich, S. Fischer, Frankfurt am Main 2021, ISBN 978-3-10-397086-9.

### Lyrik
- Verschenkter Rat. S. Fischer, Frankfurt am Main 1978.
- Kurzschlüsse. Edition Korrespondenzen, Wien 2001.

### Hörspiele
- Knöpfe. 1953.
  - 1953: Produktion SDR/NWDR. Mit Liselotte Köster (Ann), Karin Schlemmer (Rosy), Ingeborg Engelmann (Jean), Heinz Reincke (John), Erwin Linder (Bill) u. a. Komposition: Rolf Unkel, Regie: Otto Kurth.
  - 1962: Produktion Norddeutscher Rundfunk. Mit Gustl Halenke (Ann), Wolfgang Wahl (John), Karin Bohrmann (Rosie), Julia Costa (Jean), Hanns Lothar (Bill) u. a. Komposition: Johannes Aschenbrenner, Regie: Fritz Schröder-Jahn.
  - 1974: Produktion DRS. Mit Herlinde Latzko (Ann), Verena Buss (Jean), Krista Stadler (Rosie), Ulrich Kuhlmann (John), Hans Gerd Kübel (Bill), Volker Spahr (Jack). Regie: Joseph Scheidegger.
  - 1989: Produktion Radio DDR. Mit Suheer Saleh (Ann), Arianne Borbach (Jean), Franziska Troegner (Rosie), Gunnar Helm (John), Uwe Müller (Bill). Regie: Peter Groeger.
- Zu keiner Stunde. S. Fischer, Frankfurt am Main 1957.
- Französische Botschaft. Mit Rudolf Rhomberg (Der Polizist), Renate Grosser (Das Mädchen), Michael Paryla (Sprecher), Christoph Wille (Der Kleine im Park). Regie: Hans Dieter Schwarze. Produktion: Bayerischer Rundfunk 1959. Erstsendung: 20. Mai 1960.
- Weiße Chrysanthemen. Mit Hans Zesch-Balloth (General), Anne Kersten (Generalin), Edith Schultze-Westrum (Blumenfrau). Regie: Hans Dieter Schwarze. Produktion: Bayerischer Rundfunk 1959. Erstsendung: 20. Mai 1960.
- Besuch im Pfarrhaus. Ein Hörspiel. Drei Dialoge. S. Fischer, Frankfurt am Main 1961.
- Nachmittag in Ostende. 1968.
- Die Schwestern Jouet. Mit Elisabeth Flickenschildt (Josepha), Blandine Ebinger (Anna), Grete Mosheim (Rosalie). Regie: Ludwig Cremer. Produktion: BR/SDR/WDR/ORF 1969.
- Auckland. Vier Hörspiele. S. Fischer, Frankfurt am Main 1969.
- Gare Maritime. 1976.
- Zu keiner Stunde. Szenen und Dialoge. S. Fischer, Frankfurt am Main 1980.

### Sammelbände
- Wo ich wohne. Erzählungen, Gedichte, Dialoge. Fischer, Frankfurt am Main 1963.
- Heinz F. Schafroth (Hrsg.): Dialoge, Erzählungen, Gedichte. Reclam, Stuttgart 1971.
- Schlechte Wörter. S. Fischer, Frankfurt am Main 1976.
  - Bad Words. Ins Englische übersetzt von Uljana Wolf und Christian Hawkey. Seagull Books, Kolkata, 2018, ISBN 978-0-85742-476-1.
- Gedichte und Prosa. Gymnasium Weilheim, Weilheim i. OB. 1980.
- Es muss gar nichts bleiben. Interviews 1952–2005. Edition Korrespondenzen, Wien 2011.

Werke in acht Bänden
S. Fischer, Frankfurt am Main 1991. Taschenbuchausgabe 2015:
- Der Gefesselte. Erzählungen 1 (1948–1952). ISBN 978-3-596-11042-1.
- Die größere Hoffnung. ISBN 978-3-596-11041-4.
- Eliza Eliza. Erzählungen 2 (1958–1968). ISBN 978-3-596-11043-8.
- Schlechte Wörter. ISBN 978-3-596-11044-5.
- Kleist, Moos, Fasane. ISBN 978-3-596-11045-2.
- Auckland. Hörspiele. ISBN 978-3-596-11046-9.
- Zu keiner Stunde. Szenen und Dialoge. ISBN 978-3-596-11047-6.
- Verschenkter Rat. ISBN 978-3-596-11048-3.

## Briefe
- Helga und Ilse Aichinger: »Ich schreib für Dich und jedes Wort aus Liebe«: Briefwechsel, Wien-London 1939–1947, herausgegeben, kommentiert und mit einem Nachwort von Nikola Herweg, Wien: Edition Korrespondenzen 2021. ISBN 978-3-902951-63-2.
- »halten wir einander fest und halten wir alles fest!«. Der Briefwechsel Ingeborg Bachmann – Ilse Aichinger und Günter Eich, herausgegeben, kommentiert und mit einem Nachwort von Irene Fußl und Roland Berbig, Berlin: Suhrkamp/Piper 2021. ISBN 978-3-518-42617-3.

## Hörspielbearbeitungen
- Blitzlichter. Hörspiel in fünf Teilen mit Martina Gedeck und Ilse Aichinger. Bearbeitung und Regie: Ulrich Lampen. BR Hörspiel und Medienkunst 2002.

## Hörbücher
- Ilse Aichinger: Knöpfe. Hörspiel, Lesungen und Originalaufnahmen. Der Hörverlag, München 2007, ISBN 978-3-86717-038-3.
- Ilse Aichinger: Knöpfe. Christoph Merian Verlag, Basel 2011, ISBN 978-3-85616-551-2.

## Filmografie
- 1991: Ilse Aichinger, Schreiben ist sterben lernen, Fernsehfilm, R: Brita Steinwendtner, 45 min[22]
- 2001: Die Kinogängerin, Fernsehdokumentation, R: Nobert Beilharz, 60 min[23]
- 2014: Wo ich wohne. Ein Film für Ilse Aichinger, Dokumentation, R: Christine Nagel, 81 min[24]